# Estefanía de Beauharnais
Estefanía de Beauharnais (en francés: Stéphanie de Beauharnais; Versalles, 28 de agosto de 1789-Niza, 29 de enero de 1860) fue consorte del gran duque Carlos II de Baden.

## Primeros años de vida
Nacida en Versalles a principios de la Revolución francesa, Estefanía era bisnieta de Claudio de Beauharnais (1680-1738) y de Renata Hardouineau (1696-1744), quienes se casaron en La Rochelle en 1713. Su hijo mayor fue Francisco de Beauharnais, marqués de la Ferte-Beauharnais (1714-1800) quien sirvió como gobernador de la Martinica. Su hijo menor era Claudio de Beauharnais, 1º conde de Roches-Baritaud (1717-1784), el abuelo paterno de Estefanía.
Claudio se casó en 1753 con Marie Anne Françoise Mouchard (1738-1813), conocida en poesía como Fanny de Beauharnais. Su hijo mayor fue Claudio de Beauharnais, 2º conde de Roches-Baritaud (1756-1819). En 1783 el 2º conde se casó con Claudine Françoise de Lezay (1767-1791). El matrimonio resultó en el nacimiento de primero su hermano mayor, Alberic de Beauharnais (1786-1791), y después la propia Estefanía. Su padre se volvió a casar en 1799 con Suzanne Fortin-Duplessis (1775-1850). El segundo matrimonio resultó en el nacimiento de su medio hermana, Josefina de Beauharnais, marquesa de Quiqueran-Beaujeu (1803-1870).

### Revolución
El destino de su familia, sin embargo, estaría definido por otra Josefina. El 18 de diciembre de 1779, Alejandro, vizconde de Beauharnais, primo hermano de su padre, se casó con Josefina Tascher de la Pagerie. El 23 de julio de 1794, Alejandro fue guillotinado. Josefina tenía affaires con varias figuras influyentes en el Directorio francés, incluyendo a Paul Barras. Este último la presentaría a su reciente favorito, Napoleón Bonaparte. Napoleón pronto empezó a cortejarla. El 9 de marzo de 1796 se casaron.
El general Napoleón era ahora padrastro de Eugenio de Beauharnais y de Hortensia de Beauharnais, primos segundos de Estefanía. Como su prominencia y riqueza continuaron creciendo, Napoleón se encontró, de facto, siendo patrón de ambas familias, Bonaparte y Beauharnais. Estefanía pronto vería a su patrón alcanzar el rango de primer cónsul de Francia.
Su "tío" se coronó a sí mismo emperador de los franceses el 2 de diciembre de 1804. Como miembro prominente de la familia imperial, Estefanía sostuvo residencia en el Palacio de las Tullerías. Su nuevo estatus le permitía vivir con relativo lujo. No obstante, pronto debería partir para abandonar tanto el palacio como Francia.

### Matrimonio e hijos
Esto fue consecuencia del esfuerzo de Napoleón para asegurar una alianza con el príncipe elector de Baden. Esta alianza debía asegurarse mediante un matrimonio entre los descendientes de ambos soberanos, conectando las dos dinastías. El príncipe elector debía ser representado por su nieto. Napoleón, por su parte, no tenía descendientes legítimos por sí mismo. Adoptó a Estefanía y la nombró "princesa francesa" (Princesse Française) con tratamiento de Alteza Imperial. El matrimonio tuvo lugar en París el 8 de abril de 1806. El 25 de julio de 1806, el abuelo de su esposo fue nombrado Carlos Federico, gran duque de Baden. Serviría como jefe de la Confederación del Rin.
Según la mayoría de fuentes, el matrimonio concertado no tuvo particular éxito. Su marido estuvo determinado a continuar su vida como soltero y estableció residencia en Karlsruhe. A ella se le permitió establecerse separadamente en Mannheim. Incluso las quejas oficiales de Napoleón, como emperador de los franceses, no resolvieron esta situación. El gran duque ofreció Schwetzingen como residencia conjunta de verano. Sin embargo, sólo Estefanía aceptó la oferta. La situación cambió algo cuando se hizo evidente que el anciano gran duque no viviría mucho más tiempo. La pareja aparentemente se reconcilió en un esfuerzo de producir herederos al trono.

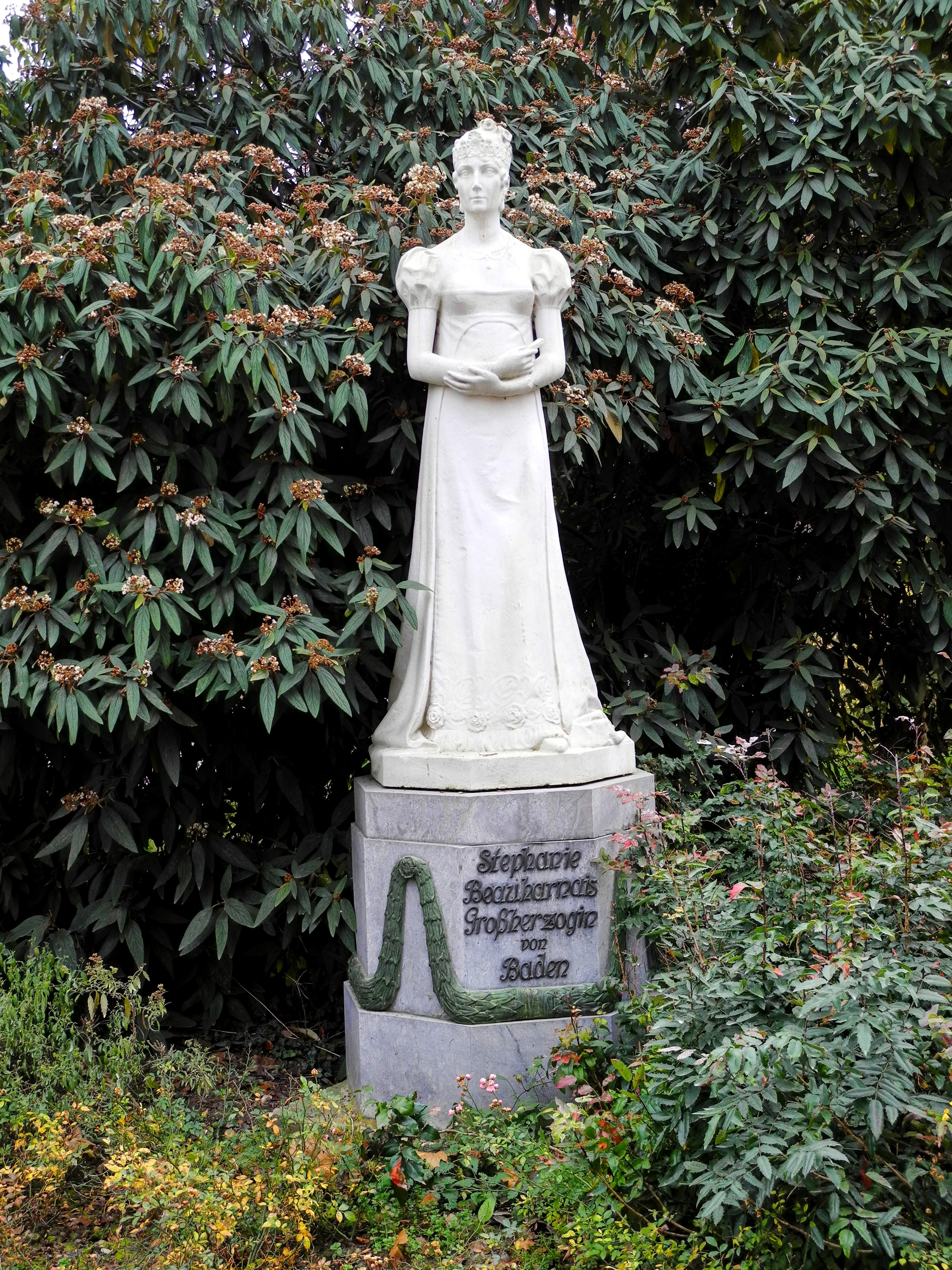
Estatua de Estefanía de Beauharnais en las cercanías del Palacio de Mannheim.

El 10 de junio de 1811, el marido de Estefanía, Carlos, sucedió a su abuelo como gran duque de Baden. Tuvieron cinco hijos:
- Luisa Amelia (5 de junio de 1811-19 de julio de 1854), se casó el 30 de noviembre de 1830 con Gustavo, príncipe de Vasa.
- Hijo de nombre desconocido (29 de septiembre de 1812-16 de octubre de 1812). Una teoría sospecha que dicho hijo muerto de nombre desconocido no estaba relacionado con ella, y que su hijo real (y por lo tanto príncipe heredero) era Kaspar Hauser. Aunque algunos autores han argumentado que este no era el caso, "el estúpido cuento de hadas, que hasta día de hoy ha hecho verter tanta tinta y ha cogido tanto crédito, fue enteramente desaprobado en el libro de Otto Mittelstädt Kaspar Hauser and his Baden Princedom (Heidelberg 1876)."[1] La idea ha permanecido corriendo en algunos círculos hasta día de hoy.
- Josefina Federica (21 de octubre de 1813-19 de junio de 1900), se casó el 21 de octubre de 1834 con Carlos Antonio, príncipe (Fürst) de Hohenzollern-Sigmaringen.
- Alejandro (1 de mayo de 1816-8 de mayo de 1816).
- María Amelia (11 de octubre de 1817-8 de octubre de 1888), se casó el 23 de febrero de 1843 con William Alexander Douglas-Hamilton, 11º duque de Hamilton.

Entre sus descendientes se encuentran los anteriores reyes de Rumanía y el anterior rey de Yugoslavia, el presente rey de los Belgas, el presente gran duque de Luxemburgo y el presente príncipe soberano de Mónaco.
El gran duque murió el 8 de diciembre de 1818. Estefanía permaneció viuda por el resto de su dilatada vida. Fue reconocida como una madre devota de sus tres hijas. Su residencia en Mannheim se convirtió en un popular salón literario para artistas e intelectuales. Estefanía murió en Niza, Francia, a la edad de 71 años, en 1860, 41 años después de su marido.

## Títulos y tratamientos
Esta tabla aún no está actualizada. Puedes contribuir aportando información sobre títulos y tratamientos de esta persona.